# Louisa Sandford
Louisa Sandford fue una deportista británica que compitió en tiro con arco, en la modalidad de arco recurvo. Ganó cuatro medallas en el Campeonato Mundial de Tiro con Arco al Aire Libre entre los años 1933 y 1939.

## Palmarés internacional
| Campeonato Mundial al Aire Libre | Campeonato Mundial al Aire Libre | Campeonato Mundial al Aire Libre | Campeonato Mundial al Aire Libre |
| Año                              | Lugar                            | Medalla                          | Prueba                           |
| -------------------------------- | -------------------------------- | -------------------------------- | -------------------------------- |
| 1933                             | Londres (Reino Unido)            | Medalla de plata                 | Individual                       |
| 1933                             | Londres (Reino Unido)            | Medalla de plata                 | Equipo                           |
| 1937                             | París (Francia)                  | Medalla de oro                   | Equipo                           |
| 1939                             | Oslo (Noruega)                   | Medalla de plata                 | Equipo                           |